# 15:17 до Париж
„15:17 до Париж“ (на английски: The 15:17 to Paris) е американска биографична драма от 2018 година, продуциран и режисиран от Клинт Истууд, по сценарий на Дороти Блискал, базиран е на мемоарната книга „15:17 до Париж: Истинската история на един терорист, влак и трима американски герои“ (The 15:17 to Paris: The True Story of a Terrorist, a Train, and Three American Heroes) на Джефри Е. Стърн, Спенсър Стоун, Антъни Садлър (които също участват във филма като себе си) и Алек Скарлатос.
Филмът е пуснат в САЩ на 9 февруари 2018 г. от Warner Bros. Pictures, включително и в България от Александра Филмс.